# Janusz Szałkowski
Janusz Szałkowski (ur. 27 czerwca 1921 w Gnieźnie) – dziennikarz polski, komentator wydarzeń sportowych, poseł na Sejm Ustawodawczy (1947–1952). 

## Życiorys
Tuż przed wybuchem II wojny światowej ukończył gimnazjum. W okresie okupacji niemieckiej przebywał w Sanoku, pracując w administracji miejskiej oraz prowadząc tajne nauczanie. Później kolejno zamieszkał w Jaśle oraz Krośnie. W 1945 podjął studia na Wydziale Prawa Uniwersytetu Poznańskiego (w 1948 przeniósł się na Uniwersytet Warszawski). W tym samym roku przystąpił do Związku Młodzieży Demokratycznej i Stronnictwa Demokratycznego (zasiadał w Radzie Naczelnej i Centralnym Komitecie). W 1947 uzyskał mandat posła na Sejm w okręgu Toruń. Zasiadał w Komisjach Oświatowej, propagandowej i Wojskowej. W latach 1949–1952 pełnił obowiązki prezesa Akademickiego Zrzeszenia Sportowego. Od 1950 był członkiem GKKF. Po zakończeniu kadencji parlamentarnej podjął pracę w Polskim Radiu jako publicysta redakcji sportowej. 
Po upadku komunizmu związany z Klubem Demokratycznym im. Mieczysława Michałowicza w Warszawie. Popierał działania Kongresu Liberalno-Demokratycznego, apelując o bardziej społeczną twarz polskiego liberalizmu. 
Odznaczony Srebrnym Krzyżem Zasługi. 